# Epidendrum bianthogastrium
Epidendrum bianthogastrium är en orkidéart som beskrevs av Eric Hágsater och Dodson. Epidendrum bianthogastrium ingår i släktet Epidendrum och familjen orkidéer. Inga underarter finns listade i Catalogue of Life.